# Faxonius limosus
Espèce
Statut de conservation UICN

 LC  : Préoccupation mineure
L'écrevisse américaine, Faxonius limosus (anciennement Orconectes limosus), est une espèce de crustacés décapodes d'eau douce originaire de la côte est des États-Unis. Elle aurait été introduite en Europe vers 1880. C'est la première écrevisse exotique introduite en France qui a pu rapidement s'adapter à ses nouveaux milieux. Elle s'est ainsi acclimatée en Allemagne, en Suisse et en France où elle a pu contribuer à la régression ou disparition des espèces autochtones.
Cette écrevisse se distingue par ses ornementations (taches brunâtres sur la face dorsale de l'abdomen visibles après la mue quand il s'agit d'écrevisses vivant dans des eaux très turbides et dystrophes couverte d'un biofilm de microalgues et bactéries). Le côté interne de l'article précédant les grandes pinces est muni d'un ergot (mais ce critère est partagé avec une autre espèce).

## Écologie
L'écrevisse américaine se nourrit de toutes sortes de débris organiques et végétaux. Elle consomme volontiers vers et autres invertébrés vivants ou morts. Elle est assez agressive envers les petits poissons (vairons, épinoches, etc.) qu'elle peut dévorer. On a constaté que de jeunes écrevisses américaines élevées dans un milieu riche en algues en suspensions grandissent plus vite qu'avec des diètes solides, montrant que cette espèce peut aussi s'alimenter en filtrant le plancton de l'eau au moyen d'un filtre constitué « par les premiers maxillipèdes et les maxilles. Il y a quatre types de soies sur les appendices buccaux et la répartition des soies du filtre (4–5 μm d'espacement) est à peu près la même chez les adultes et chez les jeunes Orconectes immunis. Il semble que les jeunes doivent s'alimenter par filtration, alors que chez les adultes ce mode d'alimentation paraît facultatif ». L'eutrophisation ou dystrophisation des milieux pourrait peut-être ainsi lui être favorable, par rapport aux écrevisses autochtones.
Elle est active le jour comme la nuit. Son optimum thermique se situe vers 20 °C, mais elle supporte des températures de 1 à 30 °C. C'est une espèce peu exigeante quant à la qualité de l'eau ; elle supporte les pollutions organiques dans son milieu naturel (grands cours d'eau, étangs, lacs...).
Cette espèce est porteur sain du parasite Aphanomyces astaci.
Une étude de 2021 relève un comportement désinhibé de ces écrevisses lorsqu’elles sont exposées aux traces de Citalopram, un anti-dépresseur, présentes dans les eaux de Floride.

## Reproduction
Ponte au printemps (avril-mai). Une femelle peut porter jusqu'à 450 œufs durant environ 5 semaines. Le développement des larves est très rapide ; elles deviennent indépendantes 8 jours seulement après l'éclosion (mais durée variable en fonction de la température).

## Espèce envahissante
En Europe, l'écrevisse américaine est inscrite depuis 2016 dans la liste des espèces exotiques envahissantes préoccupantes pour l’Union européenne. Cela signifie que cette espèce ne peut pas être importée, élevée, transportée, commercialisée, ou libérée intentionnellement dans la nature, et ce nulle part dans l’Union européenne.
Cette écrevisse est porteuse de la peste de l'écrevisse. De plus, elle creuse des réseaux importants de galeries.

## Pêche en France
Considérée comme nuisible, elle peut être pêchée partout en toutes saisons, sans limitation de taille ou de quantité ; toutefois, il faut être muni de la carte de pêche. Parfois dans certains départements, dans les cours d'eau de première catégorie, sa pêche n'est autorisée que pendant une certaine période (par exemple du 13 mars au 19 septembre 2010 en Essonne) comme pour la truite ou le brochet. C'est entre la mi-août et la mi-septembre que les écrevisses sont les plus charnues. En dehors de cette période, elles peuvent sembler "vides". Les écrevisses américaines ne peuvent être transportées dans un véhicule pour éviter leur prolifération dans des espaces aquatiques où elles n'existent pas encore. Le contrevenant est passible d'une amende allant de 700 € à 9 000 € selon les cours d'appel et les ressources du justiciable.
C'est la nuit que les écrevisses sont les plus actives mais la pêche de nuit étant interdite, on peut pêcher en fin de journée ou à l'aube en mettant de petits bouts de viande ou de poisson dans des nasses de pêche.

### Guide d'identification
- Guide d'identification des écrevisses en France métropolitaine, fédération de pêche de Lorraine
- Clé d'identification des écrevisses